# Мельник Ольга Григорівна
Ме́льник О́льга Григо́рівна — український економіст. Доктор економічних наук, професор.

## Посада
Завідувач кафедри зовнішньоекономічної та митної діяльності

## Освіта
Національний університет «Львівська політехніка», диплом з відзнакою, спеціальність «Менеджмент зовнішньоекономічної діяльності», кваліфікація менеджера-економіста, ОР «магістр», 2001р.

## Професійна діяльність
- 2012 – дотепер – Національний університет «Львівська політехніка», завідувач кафедри зовнішньоекономічної та митної діяльності
- 2011 – 2012 – Національний університет «Львівська політехніка», професор кафедри менеджменту і міжнародного підприємництва
- 2009 – 2011 – Національний університет «Львівська політехніка», докторант кафедри менеджменту і міжнародного підприємництва
- 2005 – 2009 – Національний університет «Львівська політехніка», доцент кафедри менеджменту і міжнародного підприємництва
- 2002 – 2005 – Національний університет «Львівська політехніка», асистент кафедри менеджменту і міжнародного підприємництва
- 2001 – 2002 – Національний університет «Львівська політехніка», викладач-стажист кафедри менеджменту і міжнародного підприємництва

## Навчальна робота
Дисципліни, які викладає: «Історичні парадигми та сучасні теорії менеджменту», «Соціально-економічна діагностика в умовах глобалізації», «Бюджетування зовнішньоекономічної діяльності підприємства», «Вступ до фаху «Менеджмент»

## Науково-дослідна робота
- Назва кандидатської дисертаційної роботи: «Бюджетування в системі управління підприємством» (спеціальність 08.06.01 – економіка, організація і управління підприємствами), 2004 р.
- Назва докторської дисертаційної роботи: «Полікритеріальні системи діагностики діяльності машинобудівних підприємств на засадах бізнес-індикаторів» (спеціальність 08.00.04 – економіка та управління підприємствами), 2011 р.

## Участь у держбюджетній роботі
Відповідальний виконавець у держбюджетних темах:
- ДБ/ТЕОР «Формування та розвиток системи індикаторів виробничо-господарської діяльності підприємств: теоретико-методологічні та методичні засади», 2007-2008 рр.
- ДБ/Фактор «Полікритеріальна діагностика діяльності підприємств на засадах матриці індикаторів», 2009-2010 рр.
- ДБ/ПСМ «Методологія та інструментарій процесно-структурованого менеджменту», 2011-2013 рр.

## Участь у госпдоговорах
- №1586 «Удосконалення інформаційного забезпечення розробки бюджетів ЗАТ «Маяк», 2005 р.
- №1666 «Удосконалення системи управління та інформаційного забезпечення діяльності ДАКХ «Артем», 2005-2007 рр.
- № 0271 «Розроблення системи діагностики діяльності ЗАТ «Автонавантажувач» на засадах індикаторів», 2008 р.
- №125 «Розроблення системи розвитку адміністративно-управлінських компетентностей бригадирів ТОВ «Ашан Україна Гіпермаркет», 2014-2015 рр.
- №421 «Оптимізування технології здійснення зовнішньоекономічних операцій ТОВ «Торговий дім «ГАЛКА»», 2016 рр.
- №599 «Розроблення системи економічної діагностики на Дочірньому підприємстві «Клас-контакт» Товариства з обмеженою відповідальністю «Міжнародна інформаційно-консалтінгова група»», 2017 р.
- №639 «Розроблення системи розвитку фахових менеджерських компетентностей бригадирів ТОВ «Ашан Україна Гіпермаркет»», 2017 р.
- №902 «Оптимізування витрат на формування та утримання виробничих запасів ТзОВ «Науково-виробнича фірма «Марка», 2018 р.
- №101 «Оптимізування технології здійснення зовнішньоекономічних операцій ТзОВ НВП «Електроприлад», 2019 р.
- №365 «Розроблення технології управління проектами в сфері митно-брокерської діяльності ТОВ «ФСО ГРУП УА»», 2019 р.

## Участь у грантах
- Erasmus+, Jean Monnet Academic Modules “EU competitiveness boosting: circular economy” (CirclE) (610641-EPP-1-2019-1-UA-EPPJMO-MODULE), PIC number: 998579305, 01/09/2019-21/08/2022
- Грант Президента України докторам наук для здійснення наукових досліджень у 2018 р.: проект Ф83/81-2018 «Реформування митної системи України в умовах європейської інтеграції» (Наказ Державного фонду фундаментальних досліджень від  04.06.2018 р. № 8, номер державної реєстрації 0118U000887)
- Грант Президента України докторам наук для здійснення наукових досліджень у 2016 р.: проект Ф66 "Гармонізація та уніфікування нормативно-методичної та інтерпретаційно- ідентифікаційної бази соціально-економічної діагностики в умовах європейської інтеграції" (Розпорядження Президента України «Про призначення грантів Президента України докторам наук для здійснення наукових досліджень на 2016 р.» №197/2016-рп від 19.05.2016 р.)
- Грант Президента України для підтримки наукових досліджень молодих вчених: проект GP/F13/0012 «Формування системи бюджетування та збалансованої системи індикаторів діяльності підприємства: теоретичні засади та методичні положення» (Наказ Міністерства освіти і науки України №112 від 12.02.2007 р.; Розпорядження Президента України «Про надання грантів Президента України для підтримки наукових досліджень молодих учених» №18/2007-рп від 30.01.2007 р.)
- Грант Президента України для підтримки наукових досліджень молодих вчених: проект GP/F27/0068 «Розроблення матричної моделі цільового вибору репрезентативних індикаторів оцінювання діяльності підприємств» (Наказ Міністерства освіти і науки України № 29 від 22.01.2010 р.; Розпорядження Президента України «Про надання грантів Президента України для підтримки наукових досліджень молодих учених» №336/2008-рп від 16.12.2008 р.)
- Грант Національного університету «Львівська політехніка»: проект «Інноваційні системи економічної діагностики підприємств на засадах індикаторів: теоретико-методологічні та методичні засади», договір № 1/ГП, 2008 р.

## Керівник наукових напрямків кафедри
- «Проблеми формування систем менеджменту в умовах європейської інтеграції» (номер державної реєстрації 0118U000346) (2018-2022 рр.)
- «Проблеми управління зовнішньоекономічною та митною діяльністю підприємств» (номер державної реєстрації 0113U001363) (2013-2018 рр.)
- «Формування систем індикаторів з оцінювання економічної діяльності та конкурентоспроможності в машинобудуванні і приладобудуванні» (номер державної реєстрації 0107U009523) (2007-2012 рр.)

## Членство у комісіях
- З 2019 р. - Амбасадор Ділової жіночої палати України
- З 2019 р. - Член Науково-методичної комісії 5 з бізнесу, управління та права Міністерства освіти і науки України, член підкомісії зі спеціальності 073 «Менеджмент»
- З 2017 р. - Член Науково-експертної ради при департаменті економічної політики Львівської обласної державної адміністрації
- З 2016 р. - Член Експертної ради Міністерства освіти і науки України з експертизи проектів наукових робіт, науково-технічних (експериментальних) розробок молодих учених, секція «Економічні перетворення; демографічні зміни та благополуччя суспільства»
- З 2016 р. - Член Науково-методичної комісії 6 з бізнесу, управління та права Міністерства освіти і науки України, заступник голови підкомісії зі спеціальності 073 «Менеджмент»
- З 2015 р. - Член Наукової ради Міністерства освіти і науки України, секція «Економіка»
- 2005-2013 р. - секретар підкомісії «Менеджмент зовнішньоекономічної діяльності» Науково-методичної комісії Міністерства освіти і науки України галузі знань «Менеджмент і адміністрування»

## Членство у спеціалізованих вчених радах
- Спеціалізована вчена рада Д 35.052.03 – Національний університет «Львівська політехніка»
- Спеціалізована вчена рада К 35.860.02 – Львівський регіональний інститут державного управління Національної академії державного управління при Президентові України

## Почесні звання та нагороди
- Відзнака "Ієрусалимський Хрест" УГКЦ, 2021 р. (посвідчення №27 від 20.09.2021 р.)
- Нагрудний знак «Відмінник освіти», 2020 р.
- Подяка Львівської митниці Державної фіскальної служби України, 2017 р.
- Грамота Верховної ради України «За заслуги перед Українським народом» (Розпорядження Голови ВРУ №162-к від 22.03.2017 р.)
- Лауреат Премії Львівської обласної державної адміністрації та Львівської обласної ради (Розпорядження Голови Львівської облдержадміністрації «Про обласні премії для працівників наукових установ та вищих навчальних закладів у 2017 році» №1036/0/5-17 р.)
- Почесна грамота Міністерства освіти і науки України, 2016 р.
- Лауреат Премії Кабінету Міністрів України за особливі досягнення молоді у розбудові України в номінації «За наукові досягнення» у 2012 р. (Розпорядження Кабінету Міністрів України «Про присудження Премії Кабінету Міністрів України за особливі досягнення молоді у розбудові України» №361-р від 13.06.2012 р.)
- Лауреат Премії Верховної Ради України найталановитішим молодим ученим в галузі фундаментальних і прикладних досліджень та науково-технічних розробок у 2008 р. (Постанова Верховної Ради України «Про присудження премії Верховної Ради України найталановитішим молодим ученим в галузі фундаментальних і прикладних досліджень та науково-технічних розробок за 2008 р.» №871-VI від 15.01.2009 р.)
- Грамоти Міністерства освіти і науки України, 2009 р., 2010 р., 2011 р.
- Подяка Міністерства освіти і науки України, 2014 р.
- Грамоти Національного університету «Львівська політехніка», 2008 р., 2009 р.
- Кращий молодий науковець Національного університету «Львівська політехніка», 2010 р.

## Інші досягнення
- Бізнес-тренер у «Школі експортера для початківців», що організовується Львівською обласною державною адміністрацією, Львівською торгово-промисловою палатою, Асоціацією професійних митних посередників та Національним університетом «Львівська політехніка» (2018-2019 рр.)
- Керівник секції з європейської економіки Української Асоціації Європейських Студій (https://jmce.ukma.edu.ua/uk/uaes-people [Архівовано 13 березня 2022 у Wayback Machine.])
- Член Української Асоціації викладачів і дослідників європейської інтеграції APREI (з 2018 р.)

## Підвищення кваліфікації
- 2005 – стажування у АТ «Львівський завод гідромеханічних передач»
- 2009 – стажування у ЗАТ «Автонавантажувач»
- 2012-2013 – навчання на семінарі психолого-педагогічних знань у Національному університеті «Львівська політехніка»
- 2014 – стажування у Інституті регіональних досліджень Національної академії наук України
- 2015 – стажування у Державному науково-дослідному інституті митної справи (м. Хмельницький)
- 2018 – навчально-наукове міжнародне стажування на факультеті менеджменту Гірничо-металургійної академії ім. Станіслава Сташіца у м. Краків (Польща)
- 2018-2019 р. – навчання на корпоративній навчальній програмі «Управління університетом. Школа лідерства» у Lviv Business School Ukrainian Catholic University та SoftServe
- 2019 – стажування у Львівській торгово-промисловій палаті

## Захищені кандидатські дисертації під керівництвом
- Логвиненко Юлія Леонідівна «Рейтингування діяльності промислових підприємств» (08.00.04 – економіка та управління підприємствами (за видами економічної діяльності)), 26.09.2012 р.
- Пецкович Марія Дмитрівна «Системи поточного контролювання діяльності промислових підприємств» (08.00.04 – економіка та управління підприємствами (за видами економічної діяльності)), 26.09.2012 р.
- Адамів  Марта Євгенівна «Антисипативне управління машинобудівними підприємствами на засадах слабких сигналів» (08.00.04 – економіка та управління підприємствами (за видами економічної діяльності)), 27.01.2014 р.
- Панасенко Денис Анатолійович «Забезпечення конкурентоспроможності українських підприємств на ринку спеціальної машинобудівної продукції» (08.00.04 – економіка та управління підприємствами (за видами економічної діяльності)), 03.02.2014 р.
- Ганас Любов Миколаївна «Управління виробничими запасами машинобудівних підприємств» (08.00.04 – економіка та управління підприємствами (за видами економічної діяльності)), 02.03.2015 р.
- Сиротинська Наталія Миколаївна  «Економічне оцінювання інновацій машинобудівних підприємств» (08.00.04 – економіка та управління підприємствами (за видами економічної діяльності)), 15.02.2016 р.
- Нагірна Мар’яна Ярославівна «Етіологічна діагностика експортно-імпортної діяльності підприємств»  (08.00.04 – економіка та управління підприємствами (за видами економічної діяльності)), 03.10.2016 р.
- Бодарецька Ольга Миколаївна «Інноваційні технології мотивування персоналу машинобудівних підприємств » (08.00.04 – економіка та управління підприємствами (за видами економічної діяльності)), 02.12.2016 р.
- Коць Ірина Ігорівна «Управління толінговими операціями на підприємствах» (08.00.04 – економіка та управління підприємствами (за видами економічної діяльності)), 06.10.2017 р.
- Шпак Юрій Несторович «Економічне оцінювання та управління інформаційною діяльністю підприємств» (08.00.04 – економіка та управління підприємствами (за видами економічної діяльності)), 20.02.2019 р.

## Основні публікації за останні роки
Підручники та навчальні посібники
- Митна справа: підручник / О.Є. Кузьмін, О.Г. Мельник, В.О. Терлецька. – Львів: Видавництво Львівської політехніки, 2021. – 240 c.
- Мельник О.Г. Нетарифне регулювання зовнішньоекономічної діяльності: навчальний посібник / О.Г. Мельник, О.П. Подра, Н.Я. Петришин. – Львів: Галицька видавнича спілка, 2021. – 392 c.
- Експертиза в митній справі та зовнішньоекономічній діяльності: навчальний посібник / О.Г. Мельник, О.З. Микитин, О.Ю. Григор'єв, А.О. Босак, У.І. Моторнюк. – Львів: Міські інформаційні системи, 2020. – 72 c.
- Менеджмент: графічна і таблична візуалізація: навчальний посібник / О.Є. Кузьмін, О.Г. Мельник, І.С. Процик, С.Б. Романишин, Р.З. Дарміць. – Львів: Видавництво Львівської політехніки, 2020. – 208 c.
- Бюджетування та оподаткування зовнішньоекономічної діяльності: навчальний посібник / О.Є. Кузьмін, О.Г. Мельник, Н.Я. Петришин, М.Є. Адамів, Ю.Л. Чиркова. – Львів: Растр-7, 2020. – 266 c.
- Митне обслуговування міжнародної економічної діяльності в умовах євроінтеграції: теоретичні положення і методичні підходи до практичних і лабораторних занять: [навч. посібн., 2-е видання доп. і перероб.] / О.Є. Кузьмін, О.Г. Мельник, О.Ю. Григор’єв, А.О. Босак, К.О. Дорошкевич, А.В. Тодощук, О.В. Мукан, О.І. Дорош. – Львів: Міські інформаційні системи, 2019. – 128 с.
- Митне обслуговування зовнішньоекономічних операцій: прикладний аспект: навчальний посібник / О.Є. Кузьмін, О.Г. Мельник, О.Ю. Григор'єв, А.О. Босак, К.О. Дорошкевич, А.В. Тодощук, О.В. Мукан, Р.Б. Рогальський. – Львів: СТ "Міські інформаційні системи", 2019. – 148 c.
- Соціально-економічна діагностика в умовах європейського співробітництва: [навч. посібн.] / О.Є. Кузьмін, О.Г. Мельник, Н.Я. Петришин, М.Є. Адамів, А.М. Дідик, В.І. Лемішовський. — Львів: Видавництво ТзОВ "Аудиторська група "Західна аудиторська група", 2018. — 224 с.
- Соціально-економічна діагностика підприємств: теоретико-методичні положення, лабораторні роботи та курсовий проект: [навч. посібн.] / О.Є. Кузьмін, О.Г. Мельник, Н.Я. Петришин, О.В. Мукан, Л.С. Ноджак. – Львів: Видавництво «Центр Європи», 2016. – 234 с.
- Митна справа: [навч. посібн.] / О.Є. Кузьмін, О.Г. Мельник, О.Ю. Григор’єв, А.О. Босак, К.О. Дорошкевич, А.В. Тодощук, М.Г Бортнікова, Р.Б. Рогальський. – Львів: Видавництво Львівської політехніки, 2015. – 232 с.
- Митне обслуговування міжнародної економічної діяльності в умовах євроінтеграції: теоретичні положення і методичні підходи до практичних і лабораторних занять: [навч. посібн.] / О.Є. Кузьмін, О.Г. Мельник, О.Ю. Григор’єв, А.О. Босак, К.О. Дорошкевич, А.В. Тодощук, О.В. Мукан, О.І. Дорош. – Львів: Міські інформаційні системи, 2015. – 162 с.
- Менеджмент: графічна і таблична візуалізація: [навч. посібн.] / О.Є. Кузьмін, О.Г. Мельник, І.С. Процик, С.Б. Романишин, Р.З. Дарміць. – 5-ге вид., випр. і доп. – Львів: Видавництво Львівської політехніки, 2015. – 208 с.
- Основи менеджменту: [підручник для студентів вищих навчальних закладів] / Мазаракі А.А., Кузьмін О.Є., Мельник О.Г. та ін.; за ред. А.А. Мазаракі. – Харків: Фоліо, 2014. – 846 с.
- Митна справа: [навч. посібн.-практикум] / О.Є. Кузьмін, О.Г. Мельник, О.Ю. Григор’єв, А.О. Босак, К.О. Дорошкевич, А.В. Тодощук, М.Г. Книш, О.О. Маслак; За заг. ред. проф. О.Є. Кузьміна. – Київ: Каравела, 2014. – 232 с.
- Управління витратами: [навч. посібн.] / Кузьмін О.Є., Данилюк М.О., Мельник О.Г., Фадєєва І.Г., Когут У.І., Перевозова І.В.; за заг. ред. д.е.н., професора Кузьміна О.Є. та д.е.н., професора Данилюка М.О. – Івано-Франківськ: Симфонія форте, 2014. – 264 с.
- Управління витратами на підприємствах:  [навч. посібн.] / О.Є. Кузьмін, О.Г. Мельник, У.І. Когут. – Львів: Видавництво Львівської політехніки, 2014. – 244 с.
- Бюджетування зовнішньоекономічної діяльності: [навч. посібн.] / О.Є. Кузьмін, О.Г. Мельник, О.В. Мукан, М.Є. Адамів, А.В. Тодощук. – Львів: Видавництво «Растр-7», 2014. – 242 с.
- Менеджмент: графічна і таблична візуалізація: [навч. посібн.] / О.Є. Кузьмін, О.Г. Мельник, І.С. Процик, С.Б. Романишин, Р.З. Дарміць. – Львів: Видавництво Львівської політехніки, 2014. – 196 с.
- Менеджмент (за допомогою графічно-логічних засобів): [навч. посібн.] / О.Є. Кузьмін, О.Г. Мельник, І.С. Процик, С.Б. Романишин, Р.З. Дарміць. – Серія «Дистанційне навчання». - №64. – Львів: Видавництво Львівської політехніки, 2014. – 196 с.
- Мельник О.Г. Менеджмент: [навч. посібн.] / О.Є. Кузьмін, Н.Т.Мала, О.Г. Мельник, О.Р. Саніна. – Львів: Видавництво Львівської політехніки, 2012. – 240 с.
- Мельник О.Г. Менеджмент: [навч. посібн. для самостійної роботи студента] / О.Є. Кузьмін, О.Г. Мельник, Н.Я. Петришин. – К.: Академвидав, 2012. – 296 с. (Серія «САМ!»).
- Мельник О.Г. Економічна діагностика: [навч. посібн.] / О.Є. Кузьмін, О.Г. Мельник. – К.: Знання, 2012. – 318 с.
- Соціально-економічна діагностика в умовах глобалізації: [навч. посібн.] / О.Є. Кузьмін, О.Г. Мельник, Н.Я. Петришин, Л.С. Ноджак, О.С. Скибінський. – Львів: Видавництво Львівської політехніки, 2012. – 284 с.
- Мельник О.Г. Бюджетування зовнішньоекономічної діяльності організацій: [навч. посібн.] / О.Є. Кузьмін, О.Г. Мельник, О.В. Мукан. – Львів: Видавництво «Растр-7», 2011. – 338 с.
- Основи бюджетування зовнішньоекономічної діяльності організації: [навч. посібник] / О.Є. Кузьмін, О.Г. Мельник, Л.С. Ноджак, Н.Я. Петришин, Ю.Л. Логвиненко. – Львів: Видавництво Львівської політехніки, 2010. – 216 с.
- Мельник О.Г. Теорія і практика бюджетування зовнішньоекономічної діяльності підприємства: [навч. посібн.] / О.Є. Кузьмін, О.Г. Мельник. – Львів: Видавництво «Растр-7», 2010. – 320 с.
- Мельник О.Г. Прикладний менеджмент: [навч. посібн.] / О.Є. Кузьмін, О.Г. Мельник, Н.Я. Петришин. – Львів: Видавництво Національного університету «Львівська політехніка», 2009. – 292с.
- Мельник О.Г. Менеджмент у фармації: [підручник] // За ред. О.Є. Кузьміна та Б.П. Громовика. – Видання друге, доопрацьоване і доповнене. – Вінниця: НОВА КНИГА, 2009. – 432с.
- Мельник О.Г. Обґрунтування господарських рішень і оцінювання ризиків: [навч. посібн.] / О.Є. Кузьмін, Г.Л. Вербицька, О.Г. Мельник. – Львів: Видавництво Національного університету «Львівська політехніка», 2008. – 212 с.
- Мельник О.Г. Бюджетування на підприємстві: [навч. посібн.] / О.Є. Кузьмін, О.Г. Мельник. – К.: Кондор, 2008. – 312 с.
- Мельник О.Г. Теоретичні та прикладні засади менеджменту: [навч. посібн.] / О.Є. Кузьмін, О.Г. Мельник. – 3-є вид. доп. і перероб. – Львів: Національний університет «Львівська політехніка», «Інтелект-Захід», 2007. – 384 с.
- Мельник О.Г. Основи менеджменту: [підручник] / О.Є. Кузьмін, О.Г. Мельник. – Вид. 2-ге, випр., доп. – К.: «Академвидав», 2007. –

464 с.
Монографії
- Підвищення конкурентоспроможності ЄС: циркулярна економіка: колективна монографія / О.Г. Мельник, Н.І. Горбаль, М.В. Руда, О.Є. Кузьмін, М.І. Бублик, М.Є. Адамів, М.В. Одрехівський, У.І. Когут, О.В. Музиченко-Козловська, М.Л. Злотнік. – Львів: Міські інформаційні системи, 2021. – 190 c.
- Crowdfunding systems: evaluation and government regulation in the conditions of reengineering: [monograph] / О. Kuzmin, O. Melnyk, O. Skybinskyi, О. Ugolkova, V. Zhezhukha. – Lviv: Galician Publishers Ltd, 2020. – 160 p. ISBN 978-617-7809-42-4 https://manusbook.com/9053_NULP_Crowdfunding/index.html [Архівовано 26 жовтня 2021 у Wayback Machine.]
- Мотивування персоналу підприємств: інноваційні технології та реінжинірингові підходи: [монографія] / О.Є. Кузьмін, О.Г. Мельник, О.М. Бодарецька, В.Й. Жежуха. Львів: Галицька видавнича спілка, 2020. 216 с. ISBN 978-617-7809-44-8 https://manusbook.com/9057_NULP_Motuvyvannya/index.html [Архівовано 26 жовтня 2021 у Wayback Machine.]
- Strategies, models and technologies of economic systems management in the context of international economic integration: колективна монографія / O. Melnyk, N. Horbal, L. Zaliska, I. Tiagnyriadko. – Riga, Latvia, 2020. – 296 c.
- Кузьмін О.Є. Відновлення авіаційної техніки: чинники забезпечення та економічна ефективність: монографія / О.Є. Кузьмін, Ж.В. Поплавська, О.Г. Мельник, А.О. Калиновський, Н.Л. Калиновська. – Львів: Міські інформаційні системи, 2019. – 214 c.
- Реформування митної системи України в умовах європейської інтеграції: [монографія] / О.Г. Мельник, М.Є. Адамів, А.В. Тодощук. – Львів: Міські інформаційні системи, 2018. – 215 с.
- The set of instruments for diagnosing the consulting projects: монографія / O. Kuzmin, O. Melnyk, M. Bortnikova. – Riga: LAP Lambert Academic Publishing, 2018. – 100 c.
- Концептуальні засади та інструментарій управління толінговими операціями: [монографія] / О.Є. Кузьмін, О.Г. Мельник, М.Є. Адамів, І.В. Коць, І.І. Коць. – Львів: Галицька видавнича спілка, 2018. – 238 с.
- Формування та використання інвестиційних портфелів підприємства: методологія та інструментарій: [монографія] / О.Є. Кузьмін, О.Г. Мельник, О.С. Скибінський, Л.О. Сталкіна. – Львів: Видавництво «Центр Європи», 2017. – 192 с.
- Державне управління фрілансовою діяльністю: теоретичні та прикладні засади: [монографія] / О.Є. Кузьмін, О.Г. Мельник, О.С. Скибінський, Н.Ю. Реверенда. – Львів: Видавництво «Центр Європи», 2017. – 193 с.
- Мельник О.Г. Гармонізація та уніфікування нормативно-методичної та інтерпретаційно-ідентифікаційної бази соціально-економічної діагностики в умовах європейської інтеграції: [монографія] / О.Г. Мельник, М.Є. Адамів. – Львів: Видавництво: «Центр Європи», 2016. – 220 с.
- Державне управління фрілансовою діяльністю в умовах розвитку національного ринку: [монографія] / О.Є. Кузьмін, О.Г. Мельник, О.С. Скибінський, Л.О. Саталкіна, Н.Ю. Реверенда. – Львів: Видавництво «Центр Європи», 2016. – 168 с.
- Інтеграція економічних та технічних процесів: сучасний стан і перспективи розвитку: [колективна монографія] / за заг. ред. Савчук Л.М. – Х.: Вид-во «Діса плюс», 2015. - 480 с. / Мельник О.Г., Бодарецька О.М. Принципи формування і використання інноваційних технологій мотивування персоналу машинобудівних підприємств. – С. 302-312.
- Діагностика та розвиток інноваційної складової технологічних процесів: економічні важелі та полівекторний аспект: [монографія] / О.Є. Кузьмін, А.М. Дідик, О.Г. Мельник, В.Й. Жежуха. – Львів: Галицька видавнича спілка, 2014. – 278 с.
- Антисипативне управління машинобудівними підприємствами на засадах слабких сигналів: [монографія] / О.Є. Кузьмін, Л.Г. Ліпич, О.Г. Мельник, М.Є. Адамів, О.А. Хілуха. – Луцьк: Вежа-Друк, 2014. – 224 с.
- Сучасна економіка: актуальні проблеми та перспективи розвитку: [колективна монографія] / [за ред. д.е.н., проф. Прохорової В.В.]. – Х.: НТМТ, 2014. – 296 с. / Кузьмін О.Є. Мельник О.Г. Теоретико-методичні засади здійснення фундаментальної діагностики конкурентоспроможності підприємств. – С. 256-262.
- Формування механізму стійкого розвитку економіки: теорія та практика: [монографія]. – Дніпропетровськ: «ФОП Дробязко С.І.», 2014. – 438 с. / Глава 4.4. Мельник О.Г., Нагірна М.Я. Етіологічна діагностика експортно-імпортної діяльності підприємств: сутність та концептуальні положення. – С. 322-329.
- Системи прийняття рішень в економіці, техніці та організаційних сферах: від теорії до практики: [колективна монографія] / за заг. ред. Савчук Л.М. – Павлоград: АРТ Синтез-Т, 2014. – [Т. 2]. – 429 с. / Кузьмін О.Є., Дідик А.М., Мельник О.Г. Діагностика діяльності підприємства як передумова забезпечення його полівекторного розвитку. – С. 299-307.
- Наукові засади формування та використання економічного потенціалу: [монографія] / [за заг. ред. В.Я. Швеця, В.М. Соловйова]. – Черкаси: Черкаський національний університет імені Богдана Хмельницького, 2013. – 360 с. / Мельник О.Г. Ганас Л.М. Витрати на формування та утримання виробничих запасів промислових підприємств. – С. 314-322.
- Теоретичні та прикладні аспекти підвищення конкурентоспроможності підприємств: [колективна монографія у 4 т.] / За ред. О.А. Паршиной. – Дніпропетровськ: «Герда», 2013. – [Т. 2]. – 334 с. /  Мельник О.Г., Ганас Л.М. Удосконалення організування складського господарства на підприємствах. – С. 168-174; Мельник О.Г., Жежуха В.Й., Панасенко Д.А. Полікритеріальна діагностика як підґрунтя для забезпечення конкурентоспроможності промислових підприємств. – С. 175-181.
- Формування та розвиток систем поточного контролювання діяльності промислових підприємств: [монографія] / [О.Є. Кузьмін, О.Г. Мельник, М.Д. Пецкович] / Під ред. д.е.н., проф. Кузьміна О.Є. – Львів: Видавництво «Растр 7», 2013. – 242 с.
- Рейтингування діяльності промислових підприємств. Теоретичні та методичні положення: [монографія] / О.Є. Кузьмін, О.Г. Мельник, О.В. Юринець, Ю.Л. Чиркова. – Львів: Видавництво «Растр-7», 2013.– 272 с.
- Процесно-структурований менеджмент: методологія та інструментарій: [монографія] / О.Є. Кузьмін, І.В. Алєксєєв, О.Г. Мельник, Н.Я.Петришин  та ін. / За ред. д.е.н., проф. О.Є. Кузьміна. – Львів: Видавництво «Растр-7», 2013. – 428 с. / Мельник О.Г. п.1.1. Аналізування зарубіжних систем менеджменту. – С. 11-20; п. 5.1.5.Регулювання. – С. 270-279; п. 6.2. Методи діагностики в системі процесно-структурованого менеджменту. – С. 296-304; п.8.2. Діагностика розвитку підприємств в умовах формування і використання процесійно-структурованого менеджменту. – 357-369.
- Витрати в експортній діяльності: [монографія] / О.Є. Кузьмін, Л.І. Чернобай, О.Г. Мельник, Н.О. Вацик. – Львів: «Растр-7»,2012. – 278 с.
- Економічні системи: [монографія] / [за ред. Г.І. Башнянина]. – [Т. 3]. – Львів: Ліга-Прес, 2012. – 490 с. / Кузьмін О.Є., Мельник О.Г. Концептуальні засади формування, використання та розвитку систем економічної діагностики на підприємствах. – С. 366-399.
- Структурні реформи економіки: світовий досвід, інститути, стратегії для України: [монографія] / О.І. Амоша, С.С. Аптекар, М.Г. Білопольський, С.І. Юрій та ін. – ІЕП НАН України, ТНЕУ МОНМС України. – Тернопіль: Економічна думка ТНЕУ, 2011. – 848 с. / Кузьмін О.Є., Мельник О.Г. Діагностика як інструмент інформаційного забезпечення удосконалення системи управління підприємством. – С. 792-807.
- Конкурентоспроможність: проблеми науки та практики: [монографія] / Підред. д-ра екон. наук, професора Пономаренка В.С., д-ра екон. наук, професора Кизима М.О., д-ра екон. наук, професора Іванова Ю.Б. – Х.: ФОП Павленко О.Г.; ВД «ІНЖЕК», 2011. – 352 с. / Кузьмін О.Є., Мельник О.Г. підр. 4.3. Інструментальне забезпечення комплексної діагностики машинобудівних підприємств. – С. 238-258.
- Конкурентоспроможність підприємства: планування та діагностика: [монографія] / О.Є. Кузьмін, О.Г. Мельник, О.П. Романко; за заг. ред. д.е.н., проф. Кузьміна О.Є. – Івано-Франківськ: ІФНТУНГ, 2011. – 198 с.
- Мельник О.Г. Системи діагностики діяльності машинобудівних підприємств: полікритеріальна концепція та інструментарій: [монографія] / О.Г. Мельник. – Львів: Видавництво Національного університету «Львівська політехніка», 2010. – 344 с.
- Глобальна економічна криза 2008-2010 років: світовий досвід та шляхи подолання в Україні: [монографія] / [В.П. Антонюк, С.С. Аптекар, Н.А. Балтачеєва та ін.]; під заг. ред. В.І. Ляшенка. – Донецьк: Юго-Восток, 2010. – 414 с. / Кузьмін О.Є., Мельник О.Г. 4.4. Полікритеріальна діагностика як інструмент підвищення ефективності систем управління підприємств у кризових умовах. – С. 235-249.
- Управління у сферах фінансів, оподаткування, страхування і кредиту: [монографія]. – Х.: ФОП Александрова К.М.; ВД «ІНЖЕК», 2009. – 168 с. / Мельник О.Г. Фінансова діагностика в системі управління підприємством. – С. 38-54.
- Мельник О.Г. Діагностика діяльності машинобудівного підприємства на засадах системи економічних індикаторів: [монографія] / О.Г. Мельник. – Львів: Видавництво ДП «Видавничий дім «Укрпол», 2009. – 188 с.
- Інноваційні системи економічної діагностики підприємств на засадах індикаторів. Теоретико-методологічні та методичні засади: [монографія] / О.Г. Мельник, І.Б. Олексів, Н.Ю. Подольчак, Р.В. Шуляр; за наук. ред. д.е.н., проф., заслуженого працівника народної освіти України О.Є. Кузьміна. – Видавництво Національного університету «Львівська політехніка», 2009. –  212 с.
- Проблеми та теоретико-методичні засади управління витратами на машинобудівних підприємствах: [монографія] / О.Є. Кузьмін, А.М. Дідик, У.І. Когут, О.Г. Мельник; за заг. ред. д.е.н., проф. О.Є. Кузьміна. – Львів: «Тріада плюс», 2009. – 325 с. / Мельник О.Г. Розділ VII Фінансове забезпечення витрат машинобудівних підприємств, підр. 7.2-7.4. – С. 279-306.
- Система корпоративного управління: формування та оцінювання на засадах економічних індикаторів (на прикладі машинобудування): [монографія] / О.Є. Кузьмін, А.М. Дідик, О.Г. Мельник, О.В. Мукан; за заг. ред. д.е.н., проф. Кузьміна О.Є. – Львів: «Тріада плюс», 2008. – 369 с.
- Мельник О.Г. Формування системи бюджетування та збалансованої системи індикаторів діяльності підприємства: теоретичні засади та методичні положення (на прикладі машинобудування): [монографія] / О.Г. Мельник. – Львів: Видавництво ДП «Видавничий дім «Укрпол», 2008. – 240с.

Публікації в іноземних виданнях та виданнях, що входять до наукометричних баз даних Web of Science і Scopus
- Melnyk O. Implementation of a circular economy in Ukraine: the context of European integration / N. Shpak, O. Kuzmin, O. Melnyk, M. Ruda, W. Sroka // Resources. – 2020. – Vol. 9, iss. 8.
- Melnyk O. Modern Trends of Customs Administrations Formation: Best European Practices and a Unified Structure / N. Shpak, O. Melnyk, M. Adamiv, W. Sroka // The NISPAcee Journal of Public Administration and Policy. – 2020. - Volume XIII, Number 1, Summer 2020. – P. 189-211.
- Melnyk O. The role of socio-economic diagnostics in an enterprise management system / O. Melnyk, A. Todoshchuk, M. Adamiv // Baltic Journal of Economic Studies. – 2018. - Volume 4 Number 3. - Riga: Publishing House «Baltija Publishing». – P. 165-171.
- Melnyk O. The mechanism of interaction between international and national institutions to prevent and combat corruption as a driver for socio-economic development of the country / O.Ye. Kuzmin, O.G. Melnyk, M.Ye. Adamiv // Finance and management. Journal of the Faculty of Economic Sciences University of Warmia and Mazury in Olsztyn, Poland.– 2017. – Vol. 2, N. 2. – P. 7-23.
- Melnyk O. Information Diagnostic Support of Enterprise under the Conditions of Uncertainty / O. Melnyk, W. Sroka, M. Adamiv, Yu. Shpak // Acta Universitatis Agriculturae et Silviculturae Mendelianae Brunensis. – 2017. - № 4, Vol. 65. – P. 1403-1414.
- Melnyk O. Evaluation of commercial prospects for innovative product machine building enterprises / O. Melnyk, N. Syrotynska, A. Didyk  // Econtechmod. An International Quarterly Journal on Economics in Technology, New Technologies and Modelling Processes. – Lublin-Rzeszow, 2016. – Vol. 5, No 1. - P. 51-55.
- Melnyk Olga. Technology of implementation the etiological diagnostic of export and import enterprises activities / Olga Melnyk, Maryana Nahirna // Australian Journal of Scientific Research. – No.1. (5), January-June, Volume II, 2014. – P. 434-442.
- Мельник О.Г. Управління виробничими запасами машинобудівних підприємств / О.Г. Мельник, Л.М. Ганас // Modern problems of regional development: Collection of scientific articles. Vol. 1. – Academic Publishing House of the Agricultural University Provdiv, Bulgaria, 2014. – С. 252-256.
- Melnyk O.G. Development of anticipatory management on the basis of weak signals at the enterprises / O.G. Melnyk, M.Ye. Adamiv // Institutionelle Grundlagen für die Funktionierung der Ökonomik unter den Bedingungen der Transformation: Sammelwerk der wissenschaftlichen Artikel. Vol. 1 – Verlag SWG imex GmbH, Nürnberg, Deutschland, 2014. – PP. 251-253.
- Kuzmin O.Ye. Conceptual framework for express diagnostic analysis of industrial enterprises / O.Ye. Kuzmin. O.H. Melnyk, O.H.,  Grom’yak O.B. // Актуальні проблеми економіки. – 2014. – №1(151). – С. 193-202.
- Мельник О.Г. Антисипативне управління підприємствами на засадах слабких сигналів / О.Г. Мельник, М.Є. Адамів //  Актуальні проблеми економіки. – 2013. – №1(139). – С. 32-41.
- Kuzmin O.Ye. The instruments of the enterprises rating activity / O.Ye. Kuzmin, O.H. Melnyk, Yu. Chyrkova // Econtechmod. An International Quarterly Journal on Economics in Technology, New Technologies and Modelling Processes. – Lublin-Rzeszow, 2013. – Vol. 2, No 4. – P. 39-46.
- Кузьмін О.Є. Чинники формування конкурентоспроможності на ринку озброєння / О.Є. Кузьмін, О.Г. Мельник, Д.А. Панасенко // Актуальні проблеми економіки. – 2012. – №8(134). – С. 182-191.
- Мельник О.Г. Методи рейтингування діяльності підприємств / О.Г. Мельник, Ю.Л. Логвиненко // Актуальні проблеми економіки. – 2012. – № 12 (138). – С. 84-94.
- Kuzmin O.Ye. Polycriterial diagnostics of the enterprise development / O.Ye. Kuzmin, O.H. Melnyk, O.V. Mukan // Econtechmod. An International Quarterly Journal on Economics in Technology, New Technologies and Modelling Processes. – Lublin, Lviv, Cracjw, 2012. – Vol. 1, No 3. – P. 55-64.
- Kuzmin O.Ye. The concept of creation and use of the polycriterial diagnostics systems of enterprise activity / O.Ye. Kuzmin, O.H. Melnyk, O.V. Mukan // Econtechmod. An International Quarterly Journal on Economics in Technology, New Technologies and Modelling Processes. – Lublin, Lviv, Cracjw, 2012. – Vol. 1, No 4. – P. 23-28.
- Мельник О.Г. Системно-орієнтована діагностика діяльності підприємства / О.Г. Мельник // Актуальні проблеми економіки. – 2010. – №1 (103). – С. 143-150.
- Мельник О.Г. Суперечності національної нормативно-правової бази у сфері економічної діагностики діяльності підприємств / О.Г. Мельник // Актуальні проблеми економіки. – 2010. – №9(111). – С. 147-158.

Публікації у фахових виданнях та виданнях, що входять до наукометричних баз даних
- Мельник О.Г. Технологія налагодження співпраці венчурного інвестора та інноваційного підприємства / О.Г. Мельник, М.Є. Адамів, А.Б. Омелянчук // Менеджмент та підприємництво в Україні: етапи становлення і проблеми розвитку. – 2021. – Вип. 3, № 1. – С. 167-176.
- Мельник О.Г. Вплив COVID-19 на ринок вантажних залізничних перевезень / З.П. Двуліт, О.Г. Мельник, І.А. Данилюк // Менеджмент та підприємництво в Україні: етапи становлення і проблеми розвитку. – 2020. – Вип. 2, № 2. – С. 169-180.
- Мельник О. Г., Філюк Р. Б. Форми транскордонного співробітництва вУукраїні: стан та перспективи розвитку // Підприємництво та інновації. – 2020. – Вип. 12. – С. 30-36.
- Мельник О.Г. Теоретичні підходи до розуміння сутності поняття «холдинг» / О.Г. Мельник, Х.Я. Залуцька // Причорноморські економічні студії. – 2020. – Вип. 52, ч. 2. – С. 29-33.
- Мельник О.Г. Аналізування стану та тенденцій розвитку циркулярної економіки у Львівській області / О.Г. Мельник, М.Л, Злотнік // Бізнес Інформ. – 2020. – № 2. – С. 125-133.
- Мельник О.Г. Проблеми фінансування програм і проєктів транскордонного співробітництва в Україні / О.Г. Мельник, Р.Б. Філюк // Бізнес Інформ. – 2020. – № 5. – С. 87-93.
- Melnyk O. The essence and basic models of strategic enterprise management / O. Melnyk, M. Zlotnik  // Economics, Entrepreneurship, Management. – 2020. – Vol. 7, No. 1. – P. 48-62.
- Мельник О.Г. Особливості застосування системного підходу до моделювання бізнес-процесів на підприємстві / О.Г. Мельник, З.П. Двуліт, М.Л. Злотнік, Ю.Б. Малиновська // Менеджмент та підприємництво в Україні: етапи становлення і проблеми розвитку. – 2019. – Вип. 1, № 1. – С. 46–54.
- Мельник О.Г. Особливості моделювання бізнес-процесів підприємства та їх оптимізування в контексті здійснення міжнародної діяльності / О.Г. Мельник, О.В. Мукан, М.Л. Злотнік  // Менеджмент та підприємництво в Україні: етапи становлення і проблеми розвитку. – 2019. – Вип. 1, № 2. – С. 33-42.
- Мельник О.Г. Інтегрований метод оцінювання компетентності працівника апарату управління підприємства / О.Є. Кузьмін, О.Г. Мельник, Р.З. Дарміць // Економіка: реалії часу. – 2019. – № 3 (43). – С. 49–57.
- Melnyk О.G. Retrospective and modern trends of development of Ukrainian customs system / O. Melnyk, M. Adamiv, I. Kots // Economics, entrepreneurship, management. – 2019. – Vol. 6, Num. 1. – P. 81-87.
- Мельник О.Г. Аналізування тенденцій розвитку митної системи України: міжнародний та національний виміри / О.Г. Мельник, М.Є. Адамів, Л.С. Ноджак // Інвестиції: практика та досвід. – 2019. - № 7. – С. 17-22.
- Мельник О.Г. Оцінка відповідності стандартам якості у Європейському Союзі / О.Є. Кузьмін, О.Г. Мельник, О.В. Юринець, Р.Л. Логвиненко // Менеджмент та підприємництво в Україні: етапи становлення і проблеми розвитку. – 2019. – Вип. 1, № 1. – С. 106-113.
- Melnyk O. Formation of diagnostics indicator base of the university scientific activity system / O. Kuzmin, O. Melnyk, L. Zhuk  // Технологічний аудит та резерви виробництва. – 2018. – № 1/4 (39). – С. 9–15.
- Мельник О.Г. Транскордонне співробітництво як об’єкт економічного оцінювання / О.Г. Мельник, Р.Б. Філюк // Економіка: реалії часу. – 2018. – № 3 (37). – С. 75-82.
- Мельник О.Г. Метод симптоматичної діагностики стану системи наукової діяльності університету / О.Є. Кузьмін, О.Г. Мельник, Л.В. Жук // Економіка. Фінанси. Право. – 2018. – № 1/1. – С. 25-34.
- Мельник О.Г. Концептуальна модель формування та розвитку систем наукової і науково-технічної діяльності у закладах вищої освіти / О.Є. Кузьмін, О.Г. Мельник, Л.В, Жук // Економіка. Фінанси. Право. – 2018. – № 3/1. – С. 4–8.
- Мельник О.Г. Митна система Нідерландів: ключові особливості побудови та функціонування / О.Г. Мельник, М.Є. Адамів, А.В. Тодощук // Економіка. Фінанси. Право. – 2018. - № 9/1. – С. 7-12.
- Мельник О.Г. Досвід Франції щодо побудови та функціонування митної системи: проекція на Україну в умовах європейської інтеграції / О.Г. Мельник, А.В. Тодощук, М.Є. Адамів // Бізнес Інформ. – 2018. – № 7. - С. 38-43.
- Мельник О.Г. Митний досвід Литовської Республіки: особливості імплементації в Україні / О.Г. Мельник, М.Є. Адамів, А.В. Тодощук // Інвестиції: практика та досвід. – 2018. - № 20. – С. 5-9.
- Мельник О.Г. Міжнародне митне співробітництво України: сучасний стан та перспективи розвитку в умовах європейської інтеграції / О.Г. Мельник, М.Є. Адамів, А.В. Тодощук // Економіка. Фінанси. Право. – 2018. - № 10. – С. 4-8.
- Мельник О.Г. Історія розвитку митної системи України: ключові проблеми та здобутки в умовах європейської інтеграції / О.Г. Мельник, М.Є. Адамів, А.В. Тодощук // Економіка та держава. – 2018. - № 10. – С. 4-9.
- Мельник О.Г. Симптоматична діагностика стану системи наукової діяльності університету / О.Є. Кузьмін, О.Г. Мельник, Л.В. Жук // Економіка. Фінанси. Право. – 2018. – № 2/3. – С. 20-29.
- Мельник О.Г. Концептуальні засади реформування митної системи України в умовах європейської інтеграції / О.Г. Мельник, М.Є. Адамів, А.В. Тодощук // Економіка та держава. – 2018. - № 11. – С. 39-44.
- Мельник О.Г. Досвід Польщі щодо побудови та реформування митної системи в умовах членства у Європейському Союзі / О.Г. Мельник, М.Є. Адамів, А.В. Тодощук // Економіка. Фінанси. Право. – 2018. - № 11/1. – С. 28-32.
- Мельник О.Г. Типологія факторів впливу на виробничі запаси / О.Г. Мельник, Л.С. Ноджак, Л.М. Ганас  // Бізнес Інформ. – 2018. – № 4. – С. 241-248.
- Мельник О.Г. Історія гармонізації митного законодавства України в умовах європейської інтеграції / О.Г. Мельник, М.Є. Адамів, А.В. Тодощук // Бізнес Інформ. – 2018. – № 10. - С. 51-56.
- Мельник О.Г. Теоретичні та прикладні засади управління толінговими операціями / О.Г. Мельник, М.Є. Адамів, І.І. Коць // Бізнес Інформ. – 2018. – №1. - С. 140-145.
- Melnyk O. Diagnostics of investment attractiveness of business entities in conditions of European integration / O.G. Melnyk, M.Ye. Adamiv, L.V. Smereka // Economics, entrepreneurship, management. – 2018. – Vol. 5, Num. 1. – P. 15-22.
- Мельник О.Г. Фактори впливу на толінгові операції підприємств: змістовий та типологічний аспекти / О.Г. Мельник, М.Є. Адамів, І.І. Коць // Економічний журнал Одеського політехнічного університету. – 2018. – № 2(4). - С. 5-14.
- Мельник О. Г. Проблеми та шляхи вирішення завершення митних процедур щодо розмитнення транспортних засобів / О.Г. Мельник, А.В. Тодощук, І.М. Вовчанська // Бізнес Інформ. – 2018. – № 4. – С. 229-234.
- Мельник О.Г. Проблеми і перспективи розвитку транскордонного співробітництва в умовах європейської інтеграції України / О.Є. Кузьмін, О.В. Юринець, О.Г. Мельник // Бізнес Інформ. – 2017. – №2. – С. – 45-49.
- Мельник О.Г. Експортний потенціал підприємства: сутність і методологічні основи аналізу / О.Г. Мельник // Проблеми економіки. – 2017. – №1. – С. 226-231.
- Мельник О.Г. Митне регулювання експортно-імпортних операцій в умовах поглибленої та всеохоплюючої зони вільної торгівлі між Україною та ЄС / О.Є. Кузьмін, А.В. Тодощук, О.Г. Мельник // Бізнес Інформ. – 2017. – №5. – С. 40-44.
- Мельник О.Г. Гармонійний розвиток вищих навчальних закладів як концепція державного регулювання їх діяльності / О.Є. Кузьмін, О.Г. Мельник, М.Я. Яструбський // Соціально-економічні проблеми сучасного періоду України. Зб. наукових праць. – Вип. 3 (125). – С. 3-8.
- Мельник О.Г. Система бізнес-індикаторів діагностики ефективності стратегічного планування / О.Г. Мельник, Н.Я. Петришин, В.Й. Жежуха // Економіка, фінанси, право. – 2016. – №4/1. – С. 41-44.
- Мельник О.Г. Європейський досвід нормативно-методичного забезпечення діагностики неплатоспроможності та банкрутства бізнес-організацій / О.Г. Мельник, М.Є. Адамів // Економіка. Фінанси. Право. – 2016. – № 10. – С. 28 -33.
- Мельник О.Г. Методичні рекомендації з діагностики кредитоспроможності підприємств: вітчизняний та міжнародний виміри / О.Г. Мельник, М.Є. Адамів // Економіка. Фінанси. Право. – 2016. – № 11. – С. 18-25.
- Мельник О.Г. Ідентифікування масштабності змін технологій мотивування персоналу машинобудівних підприємств / О.Г. Мельник, О.М. Бодарецька // Проблеми економіки. – 2016. - №1. – С. 196-201.
- Мельник О.Г. Розвиток нормативно-методичного забезпечення діагностики неплатоспроможності та банкрутства вітчизняних підприємств в умовах європейської інтеграції / О.Г. Мельник, М.Є. Адамів // Бізнес Інформ. – 2016. – №8. - С. 115-117.
- Мельник О.Г. Сутнісно-мотиваційний механізм обґрунтування толінгових операцій в умовах Європейської інтеграції / О.Г. Мельник, І.І. Коць // Бізнес Інформ. – 2016. - №2. – С. 52-57.
- Мельник О.Г. Проблеми діагностування банкрутства та врегулювання процедур неплатоспроможності підприємств в Україні / О.Є. Кузьмін, О.Г. Мельник, М.Є. Адамів // Бізнес Інформ. – 2016. – № 10. – С. 256-260.
- Мельник О.Г. Організаційні засади реалізації толінгових операцій на підприємствах / О.Г. Мельник, І.І. Коць // Економіка та держава. – 2016. – № 9. – С. 16-22.
- Мельник О.Г. Реформування митної політики України в умовах європейської інтеграції / О.Є. Кузьмін, А.В. Тодощук, О.Г. Мельник // Актуальні проблеми економіки. – 2016. – №11(185). - С. 53-60.
- Мельник О.Г. Діагностика кредитоспроможності бізнес-організацій в умовах європейської інтеграції: досвід міжнародних кредитно-рейтингових агентств [Електронний ресурс] / О.Г. Мельник, О.В., Юринець, М.Є. Адамів // Економіка: реалії часу. – 2016. - № 3 (25). – С. 113-123. – Режим доступу: http://economics.opu.ua/files/archive/2016/No3/113.pdf [Архівовано 5 вересня 2017 у Wayback Machine.]
- Мельник О.Г. Гармонізація інформаційного та методичного забезпечення діагностики інвестиційної привабливості бізнес-структур в умовах європейської інтеграції / О.Г. Мельник, М.Є. Адамів // Інвестиції: практика та досвід. – 2016. – № 21. – С. 5-11.
- Мельник О.Г. Метод аналізування стану управління виробничими запасами на вітчизняних машинобудівних підприємствах / О.Г. Мельник, Л.М. Ганас // Науково-інформаційний вісник Івано-Франківського університету права імені Короля Данила Галицького, 2014. – Вип. 10. – С. 169-175.
- Мельник О.Г. Теоретико-методичні засади побудови системи ціноутворення на продукцію підприємств / О.Є. Кузьмін, О.Г. Мельник, М.Є. Адамів // Науковий вісник Одеського національного економічного університету. Серія: «Науки: економіка, політологія, історія». – 2015. – №6. – С. 160-175.
- Мельник О.Г. Поняття технологій мотивування персоналу підприємств / О.Г. Мельник, О.М. Бодарецька, В.Й. Жежуха // Економіка, фінанси, право. – 2015. – №11. – С. 7-11.
- Мельник О.Г. Теоретико-прикладні аспекти бюджетування зовнішньоекономічної діяльності підприємств в умовах Європейської інтеграції / О.Є. Кузьмін, О.Г. Мельник, М.Є. Адамів // Вісник Національного університету «Львівська політехніка». Серія «Менеджмент та підприємництво в Україні: етапи становлення і проблеми розвитку». – 2015. – №835. – С. 3-10.
- Мельник О.Г. Удосконалення мотивування працівників вітчизняних підприємств на засадах впровадження системи Грейдів / О.Г. Мельник, О.В. Денисюк // Вісник Національного університету «Львівська політехніка». Серія «Менеджмент та підприємництво в Україні: етапи становлення і проблеми розвитку». – 2015. – №835. – С. 56-63.
- Melnyk O.G. Contradictions of the national legal and regulatory framework in the field of socio-economic diagnosing in conditions of European integration / O.Ye. Kuzmin, O.G. Melnyk, O.V. Mukan, M.Ye. Adamiv // Economics, entrepreneurship, management. – 2015. – Vol. 2, Num. 2. – P. 7-15.
- Мельник О.Г. Типологія технологій мотивування персоналу машинобудівних підприємств / О.Г. Мельник, О.М. Бодарецька // Проблеми економіки. – 2015. - №3. – С. 143-148.
- Melnyk O.G. Theoretical and applied principles of anticipatory management of enterprises on the basis of weak signals / O.Ye. Kuzmin, O.G. Melnyk, M.Ye. Adamiv // Economics, entrepreneurship, management. - 2014. - Vol. 1, Num. 2. - P. 7-12.
- Мельник О.Г. Декомпозитивна модель альтернатив формування команд для ІТ-компаній / О.Г. Мельник, Ю.Н. Шпак // Технологічний аудит та резерви виробництва. – 2015. - №3/5 (23). – С. 11-15.
- Мельник О.Г. Методико-прикладні засади аналізування антисипативного менеджменту на машинобудівних підприємствах / О.Є. Кузьмін, О.Г. Мельник, М.Є. Адамів // Вісник Національного університету «Львівська політехніка». Серія «Менеджмент та підприємництво в Україні: етапи становлення і проблеми розвитку». – 2014. – №794. – С. 273-280.
- Мельник О.Г. Комплексне дослідження стану антисипативного управління на вітчизняних машинобудівних підприємствах / О.Г. Мельник, Н.Я. Петришин, М.Є. Адамів // Економіка та управління підприємствами машинобудівної галузі: проблеми теорії та практики. – Харків, НАУ ХАІ, 2014. – № 2(26). – С. 14-23.
- Мельник О.Г. Концептуальні засади здійснення етіологічної діагностики експортно-імпортної діяльності підприємств / О.Г. Мельник, М.Я. Нагірна // БІЗНЕС ІНФОРМ. – 2014. – №6. – С. 226-227.
- Мельник О.Г. Маркетингові дослідження ринку праці України / О.Г. Мельник, Н.І. Горбаль, А.В. Гривнак // Вісник Національного університету «Львівська політехніка». Серія «Логістика». – 2014. – №789. – С. 92-99.
- Мельник О.Г. Модель полікритеріального вибору методів антисипативного планування на підприємствах / О.Г. Мельник, М.Є. Адамів // Економіка та держава. Міжнародний науково-практичний журнал. – 2013. – №4. – С.64-67.
- Мельник О.Г. Особливості формування системи діагностики інноваційної складової технологічних процесів промислових підприємств / О.Г. Мельник, В.Й. Жежуха // Технологічний аудит та резерви виробництва. -  2013. – №1/1(9). – 2013. – С. 15-19.
- Мельник О.Г. Методи формування, поповнення та використання виробничих запасів / О.Г. Мельник, Ноджак Л.С., Л.М. Ганас // Економіка та держава. Міжнародний науково-практичний журнал. – 2013. – №10. – С. 29-33.
- Мельник О.Г. Діагностика факторів впливу на експортну діяльність підприємства / О.Г. Мельник, М.Я. Нагірна // Інноваційна економіка. – 2013. – №5. – С. 63-66.
- Мельник О.Г. Система мотивування працівників інноваційно-креативного профілю на українських підприємствах / О.Г. Мельник, А.О. Грицина, Н.І. Горбаль // Вісник Національного університету «Львівська політехніка». Серія «Менеджмент та підприємництво в Україні: етапи становлення і проблеми розвитку». – 2013. – №767. – С. 52-55.
- Мельник О.Г. Особливості оподаткування суб’єктів зовнішньоекономічної діяльності / О.Є. Кузьмін, А.В. Тодощук, О.Г. Мельник // Вісник Національного університету «Львівська політехніка». Серія «Менеджмент та підприємництво в Україні: етапи становлення і проблеми розвитку». – 2013. – №769. – С. 138-143.
- Мельник О.Г. Система управління митною діяльністю в Україні: сутність та структурна декомпозиція / О.Г. Мельник, О.В. Мукан, Х.В. Кабан // Вісник Національного університету «Львівська політехніка». Серія «Менеджмент та підприємництво в Україні: етапи становлення і проблеми розвитку». – 2013. – №776. – С. 39-47.
- Мельник О.Г. Оцінювання ефективності використання основного капіталу підприємств регіону на засадах рейтингування / О.Г. Мельник, Ю.Л. Чиркова // Соціально-економічні проблеми сучасного періоду України. Основний капітал регіону та ефективність його використання: [зб. наук. пр.] / НАН України. Ін-т регіональних досліджень; редкол.: В.С. Кравців (відп. ред.). – Львів, 2013. – Вип. 5 (103). – С. 14-28.
- Мельник О.Г. Імпортна діяльність підприємств як об’єкт етіологічної діагностики / О.Г. Мельник, М.Я. Нагірна // Вісник Національного університету «Львівська політехніка». Серія «Менеджмент та підприємництво в Україні: етапи становлення і проблеми розвитку». – 2013. – №778. – С. 173-178.
- Мельник О.Г. Особливості здійснення толінгових операцій суб’єктами зовнішньоекономічної діяльності / О.Г. Мельник, З.М. Дутко // Вісник Національного університету «Львівська політехніка». Серія «Менеджмент та підприємництво в Україні: етапи становлення і проблеми розвитку». – 2013. – №778. – С. 348-358.
- Мельник О.Г. Експрес-діагностика діяльності підприємств: сутність та призначення / О.Г. Мельник, О.Б. Гром’як // Науковий вісник Національного лісотехнічного університету України: збірник науково-технічних праць. – Львів: НЛТУ України. – 2012. – Вип. 22.2. – С. 159-165.
- Мельник О.Г. Проблеми діагностики кредитоспроможності підприємств / О.Г. Мельник // Науковий вісник Національного лісотехнічного університету України: збірник науково-технічних праць. – Львів: НЛТУ України. – 2012. – Вип. 22.3. – С. 143-149.
- Мельник О.Г. Проблеми планування товарних запасів / О.Г. Мельник, М.Я. Нагірна // Науковий вісник Національного лісотехнічного університету України: збірник науково-технічних праць. – Львів: НЛТУ України. – 2012. – Вип. 22.4. – С. 252-257.
- Мельник О.Г. Моніторинг діяльності підприємства / О.Г. Мельник, М.Д. Пецкович // Вісник Національного університету «Львівська політехніка». Серія: «Менеджмент та підприємництво в Україні: етапи становлення і проблеми розвитку». – Львів: Видавництво НУ «Львівська політехніка», 2012. – № 7. – С. 381-386.
- Мельник О.Г. Чинники вибору методів діагностики конкурентоспроможності підприємства / О.Г. Мельник, Д.А. Панасенко // Науковий вісник Національного лісотехнічного університету України: збірник науково-технічних праць. – Львів: НЛТУ України. – 2012. – Вип. 22.5. – С. 171-178.
- Мельник О.Г. Митна експертиза: сутність, призначення та види / О.Г. Мельник, В.С. Хмаренко // Науковий вісник Національного лісотехнічного університету України: збірник науково-технічних праць. – Львів: НЛТУ України. – 2012. – Вип. 22.6. – С. 142-146.
- Мельник О.Г. Концептуальні засади формування та використання систем антисипативного управління на підприємствах / О.Є. Кузьмін, О.Г. Мельник, М.Є. Адамів // Вісник Східноукраїнського Національного Університету імені Володимира Даля. – 2012. – №11(182), Частина 1. – С. 242-248.
- Мельник О.Г. Концепція полікритеріального оцінювання інвестиційної привабливості промислових підприємств / О.Є. Кузьмін, О.Г. Мельник, О.В. Мукан // Соціально-економічні проблеми сучасного періоду України. Інвестиційна діяльність у регіоні і важелі підвищення її ефективності: [зб. наук. пр.] / НАН України, Ін-т регіональних досліджень; редкол.: В.С. Кравців (відп. ред.). – Львів, 2012. – Вип. 5 (97). – С. 13-22.
- Мельник О.Г. Перспективи покращення логістичного обслуговування у міжнародних пунктах пропуску для автомобільного сполучення / О.Г. Мельник, А.В. Тодощук, О.В. Мукан // Вісник Національного університету «Львівська поілтехніка». Серія "Менеджмент та підприємництво в Україні: етапи становлення і проблеми розвитку. – 2012. – №748. – С. 182-189.
- Мельник О.Г. Теоретико-методологічні засади формування систем полікритеріальної діагностики на підприємствах / О.Є. Кузьмін, О.Г. Мельник // Наукові записки. Науково-технічний збірник. – 2011. – №1 (34). – С. 50-54.
- Мельник О.Г. Діагностика потенціалу підприємства / О.Є. Кузьмін, О.Г. Мельник // Маркетинг і менеджмент інновацій. Науковий журнал. – 2011. – №1. – С. 155-164.
- Мельник О.Г. Управління ризиками в системі процесно-структурованого менеджменту [Електронний ресурс]/ О.Є. Кузьмін, О.Г. Мельник, О.В. Мукан, Н.М. Сиротинська. // Ефективна економіка. – 2011 р. - №4. – Режим доступу до журналу: http://www.economy.nayka.com.ua/index.php?operation=1&iid=530.
- Мельник О.Г. Теоретико-методичні засади діагностики конкурентоспроможності машинобудівного підприємства / О.Є. Кузьмін, О.Г. Мельник // Теоретичні та прикладні питання економіки. – 2011. – Випуск 25. – С. 14-22.
- Мельник О.Г. Діагностика інвестиційної привабливості підприємств регіону / О.Є. Кузьмін, О.Г. Мельник // Економіка і регіон. Науковий вісник Полтавського національного технічного університету імені Юрія Кондратюка. – 2011. – №30-С. – С. 23-28.
- Мельник О.Г. Полікритеріальна діагностика конкурентоспроможності машинобудівних підприємств / О.Г. Мельник // Вісник Тернопільського національного економічного університету. – 2011. – Вип. 2 (квітень-червень). – С. 102-113.
- Мельник О.Г. Класифікація факторів впливу на системи антисипативного управління / О.Г. Мельник, М.Є. Адамів // Економічний простір. – 2011. – №50. – С. 265-273.
- Мельник О.Г. Експрес-діагностика загрози банкрутства підприємства на засадах використання теорії нечітких множин /  О.Є. Кузьмін, О.Г. Мельник, О.В. Мукан // Ефективність державного управління: наук. збірник Львівського регіонального інституту державного управління Національної академії державного управління при Президентові України / за заг. ред. чл.-кор. НАН України В.С. Загорського, доц. А.В. Ліпенцева; Львівський регіональний інститут державного управління Національної академії державного управління при Президентові України –– Львів. – 2011. – Вип. 26. – С. 283-296.
- Мельник О.Г. Проблеми формування інноваційної моделі розвитку України / О.Г. Мельник, В.С. Хмаренко // Науковий вісник Національного лісотехнічного університету України: збірник науково-технічних праць. – Львів: НЛТУ України. – 2011. – Вип. 21.14. – С. 266-270.
- Мельник О.Г. Діагностика в системі процесно-структурованого менеджменту / О.Є Кузьмін, О.Г. Мельник, Л.В. Іванець // Вісник Національного університету «Львівська політехніка». Серія: «Менеджмент та підприємництво в Україні: етапи становлення і проблеми розвитку». – Львів: Видавництво НУ «Львівська політехніка», 2011. – № 714. – С. 9-14.
- Мельник О.Г. Регулювання в системі процесно-структурованого менеджменту / О.Є. Кузьмін, О.Г. Мельник, Л.С. Ноджак // Вісник Національного університету «Львівська політехніка». Серія: «Менеджмент та підприємництво в Україні: етапи становлення і проблеми розвитку». – Львів: Видавництво НУ «Львівська політехніка», 2011. – № 720. – С. 3-9.
- Мельник О.Г. Аналізування параметрів, проблем та результатів використання систем діагностики на машинобудівних підприємствах Львівщини / О.Г. Мельник // Регіональна економіка. – 2010. – №2 (56). – С. 63-71.
- Мельник О.Г. Діагностика кредитоспроможності машинобудівних підприємств: економічний та правовий аспекти / О.Є. Кузьмін, О.Г. Мельник // Економіка і держава. – 2010. – №7. – С. 10-13.
- Мельник О.Г. Етимологія та типологія систем діагностики діяльності підприємств / О.Г. Мельник // Регіональна економіка. – 2010. – №1 (55). – С. 78-85.
- Мельник О.Г. Інструментарій полікритеріальної діагностики діяльності машинобудівних підприємств / О.Є. Кузьмін, О.Г. Мельник  // Теоретичні та прикладні питання економіки. Збірник наукових праць. – 2010. – Випуск 21. – С. 27-33.
- Мельник О.Г. Комплексная диагностика развития машиностроительных предприятий / О.Е. Кузьмин, О.Г. Мельник // Бизнес Информ. – 2010. - № 3 (2). – С.60-67.
- Мельник О.Г. Концептуальні засади формування та використання полікритеріальних діагностичних систем на підприємствах машинобудування // Кузьмін О.Є., Мельник О.Г. // Вісник економічної науки України. Науковий журнал. – 2010. – №1 (2010). – С. 56-60.
- Мельник О.Г. Методичні положення з аналізування систем діагностики діяльності машинобудівних підприємств / О.Г. Мельник // Економічний простір. Збірник наукових праць. – 2010. – №34. – С. 196-209.
- Мельник О.Г. Методичні положення з експрес-діагностики загрози банкрутства підприємства / О.Г. Мельник // Фінанси України. – 2010. – №6. – С. 108-116.
- Мельник О.Г. Нормативно-критеріальне забезпечення діагностики фінансового стану підприємства / О.Є. Кузьмін, О.Г. Мельник // Фінанси України. – 2010. – №8(177). – С.105-114.
- Мельник О.Г. Механізм формування та використання діагностичної матриці на підприємстві / О.Г. Мельник // Вісник Національного університету «Львівська політехніка». Серія: «Менеджмент та підприємництво в Україні: етапи становлення і проблеми розвитку». – Львів: Видавництво НУ «Львівська політехніка», 2010. – №682. – С. 88-92.
- Мельник О.Г. Теоретико-методологічні засади діагностики розвитку підприємства / О.Г. Мельник // Вісник Національного університету «Львівська політехніка». Серія: «Проблеми економіки та управління». – Львів: Видавництво Національного університету «Львівська політехніка», 2010. – №668. – С. 110-117.
- Мельник О.Г. Соціально-економічна діагностика діяльності підприємства в умовах глобалізації: сутність, види, принципи здійснення / О.Є. Кузьмін, О.Г. Мельник, Н.Я. Петришин // Вісник Національного університету «Львівська політехніка». Серія: «Логістика». – Львів: Видавництво НУ «Львівська політехніка», 2010. – №690. – С. 623-628.
- Мельник О.Г. Бюджетне мотивування в системі менеджменту підприємства / Л.С. Ноджак, О.Г. Мельник, О.В. Мукан // Вісник Національного університету «Львівська політехніка». Серія: «Менеджмент та підприємництво в Україні: етапи становлення і проблеми розвитку». – Львів: Видавництво НУ «Львівська політехніка», 2010. – №691. – С. 77-81.